# NK Bratstvo Gračanica
NK Bratstvo ja bosanskohercegovački nogometni klub iz Gračanice.
Trenutačno se natječe u 1. ligi FBiH. Osnovan je 1945. godine. 
Svoje domaće utakmice igra na gradskom stadionu "Luke", koji ima kapacitet od 3500 mjesta.

## Poznati igrači
- Tino Divković, bh. nogometni reprezentativac u mladim kategorijama[1]

## Vanjske poveznice
- Službene stranice  Arhivirana inačica izvorne stranice od 28. siječnja 2011. (Wayback Machine)